# Ford GT40
La Ford GT40 è una famosa vettura sportiva prodotta dalla Ford dal 1964 al 1969. Pensata come rivale della Ferrari nelle gare di durata come  la 24 Ore di Le Mans. La Ford GT è un omaggio a questa vettura.

## Storia

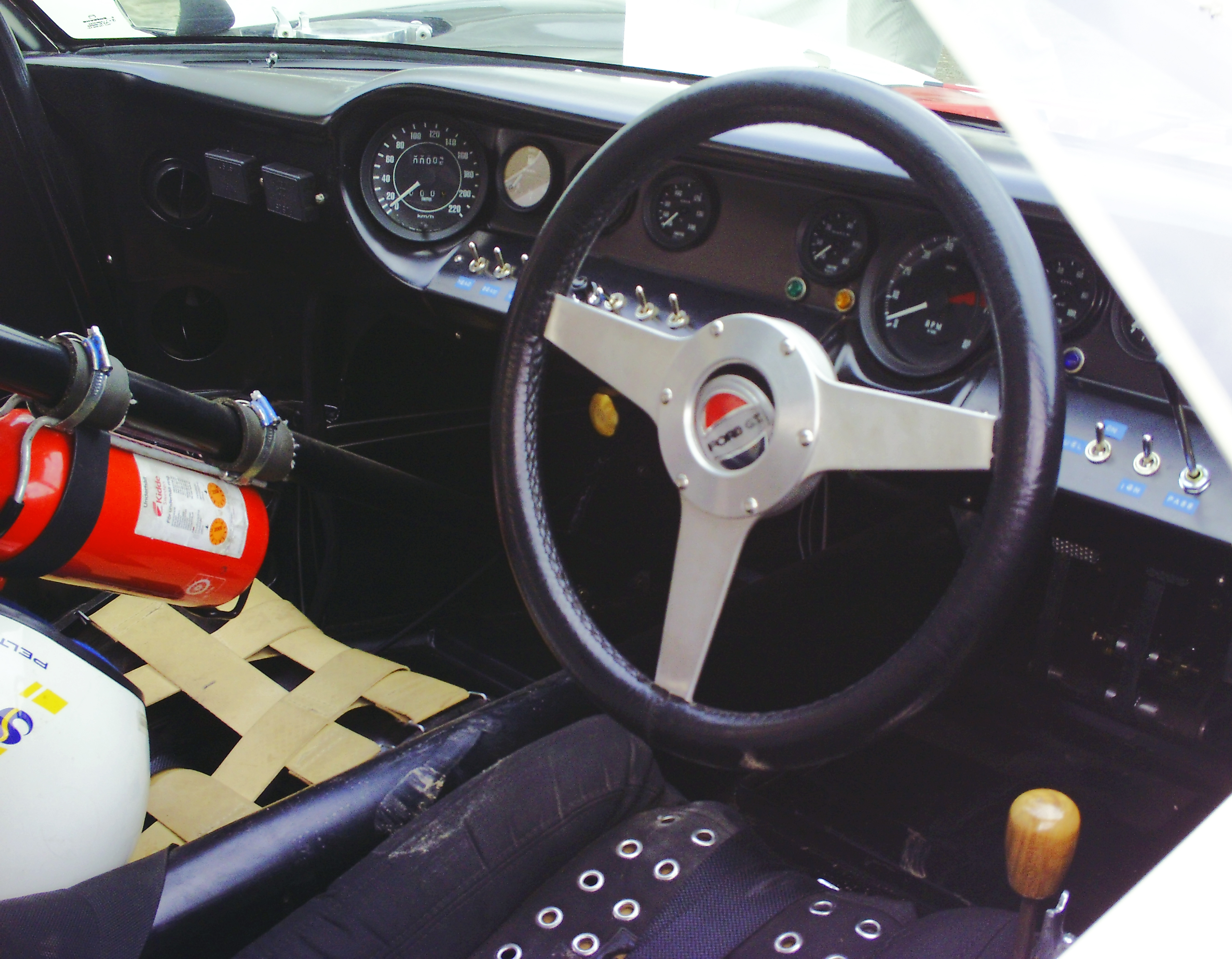
Interni di una Ford GT40

Henry Ford II, il presidente della Ford, era da sempre fautore delle competizioni come mezzo pubblicitario per le proprie automobili, ma solo all'inizio degli anni sessanta decise che la sua azienda si sarebbe dovuta confrontare con la concorrenza sui campi di gara. Pertanto nel 1962 dapprima appoggiò la scuderia di Carroll Shelby nelle gare statunitensi, scontrandosi anche con la Scuderia Ferrari nelle gare statunitensi valevoli per il mondiale per vetture sport e notando che la piccola azienda italiana era molto più vincente e godeva di grande attenzione da parte della stampa.

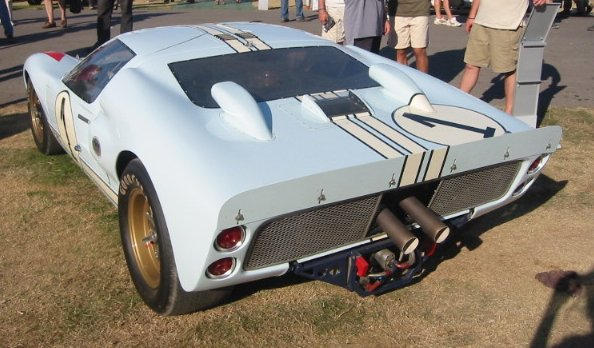
Vista posteriore

Resosi conto del tempo e dei costi necessari a raggiungere il livello della Ferrari, su suggerimento di uno dei suoi dirigenti di punta, l'italoamericano Lee Iacocca, decise di acquistarla e farne il "reparto corse" della Ford ma, dopo l'interruzione della trattativa avvenuta nel maggio 1963 dovuta al non voler concedere a Enzo Ferrari tutta l'autonomia decisionale che Enzo chiedeva in campo sportivo, si decise di produrre una propria vettura, dando inizio a quella che i cronisti sportivi dell'epoca denominarono la guerra Ferrari-Ford. Per questo scopo fu creata una piccola sussidiaria in Gran Bretagna, la Ford Advanced Vehicles, con sede a Slough. Si cominciò anche a trattare con la Cooper, la Lola Racing Cars e la Lotus. La Cooper non aveva esperienza nelle corse Gran Turismo e nei prototipi. Inoltre le sue prestazioni in Formula 1 stavano calando. La Lotus propose il suo progetto Europa. Alla fine fu scelta la proposta della Lola. Ad effettuare i test furono i veterani delle corse americane Carroll Smith e Carroll Shelby che preferirono il progetto di Eric Broadley che puntava all'adozione di un motore V8.
La Ford cominciò a lavorare a stretto contatto con Lola Racing Cars e alla fine ne risultò una vettura, la GT 40. L'acronimo "GT", in quanto pensata per la nuova Gran Turismo, sebbene non venisse mai omologata per questa categoria e il numero "40", i pollici di altezza della vettura misurata al parabrezza (1,02 m), come richiesto dal regolamento. Furono usati diversi motori, con cilindrate che andavano da 4,2 L (lo stesso usato dalla Lotus 34 e Lotus 38 alla 500 miglia di Indianapolis) fino a 7 L (di derivazione NASCAR).

## Risultati sportivi

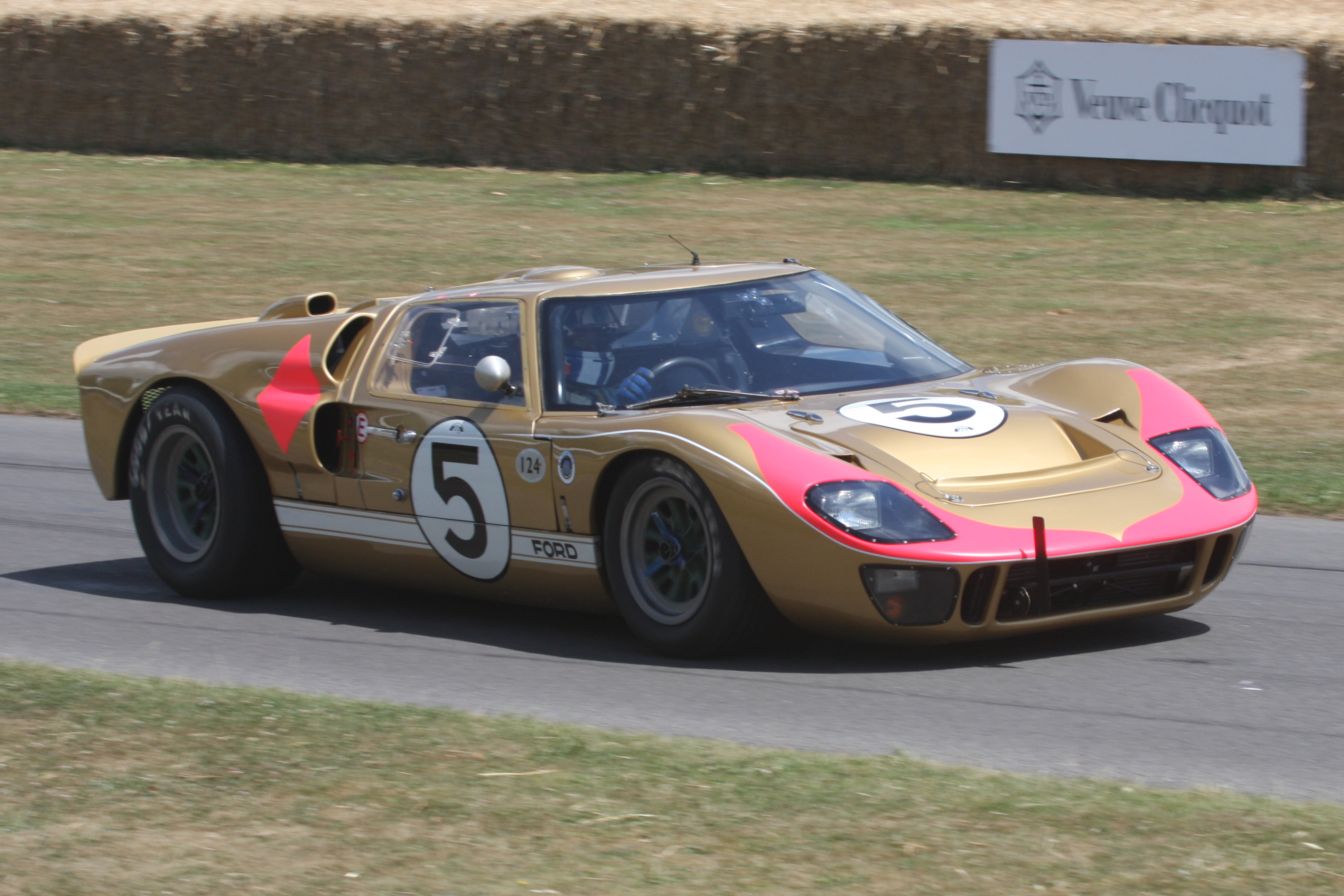
Ford GT40 Mk II del 1966

La nuova sportiva della Ford venne presentata all'"Auto Show" di New York del 1964: il modello iniziale era dotato di un V8 di 4,2 litri derivato dalla serie. Nel frattempo, alla Lola Racing Cars (incaricata della progettazione dello chassis) ferveva il lavoro per approntare le due vetture da schierare alla 1000 km del Nürburgring, poi portate a tre per la 24 Ore di Le Mans; in entrambe le occasioni senza successo: il progetto presentava gravi carenze aerodinamiche e strutturali, al punto che durante la 24 Ore di Le Mans emerse la tendenza del corpo vettura a generare portanza e a sollevare verso l'alto l'asse anteriore alle alte velocità. Nel 1965, la GT40 fu completamente riprogettata in migliaia di particolari, e fu dotata di un V8 di 4,7 litri più potente e affidabile; evidentemente, a Detroit si era sulla strada giusta: la GT si aggiudicò la prima vittoria, conquistando la 2000 km di Daytona.
Con l'esperienza acquisita, l'anno successivo, nel 1966 la GT40 Mk II (con cilindrata elevata a circa 7000 cm³ e una migliore affidabilità) dominò la 24 Ore di Le Mans e conquistò tutti e tre i gradini del podio, superando per la prima volta la media dei 200 km/h sull'arco delle 24 ore di gara.
Nel 1967 partecipò alla gara la versione Mk IV, frutto di un progetto nuovo con telaio e carrozzeria differenti rispetto alle versioni precedenti, e vinse nuovamente la competizione francese, toccando anche una punta velocistica di 343 km/h, la più alta registrata sino ad allora. Alla corsa parteciparono, oltre a 4 Mk IV, anche 3 Mk II e 3 Mk I e la più seria avversaria, la Ferrari 330 P4, non riuscì a contrastarle.

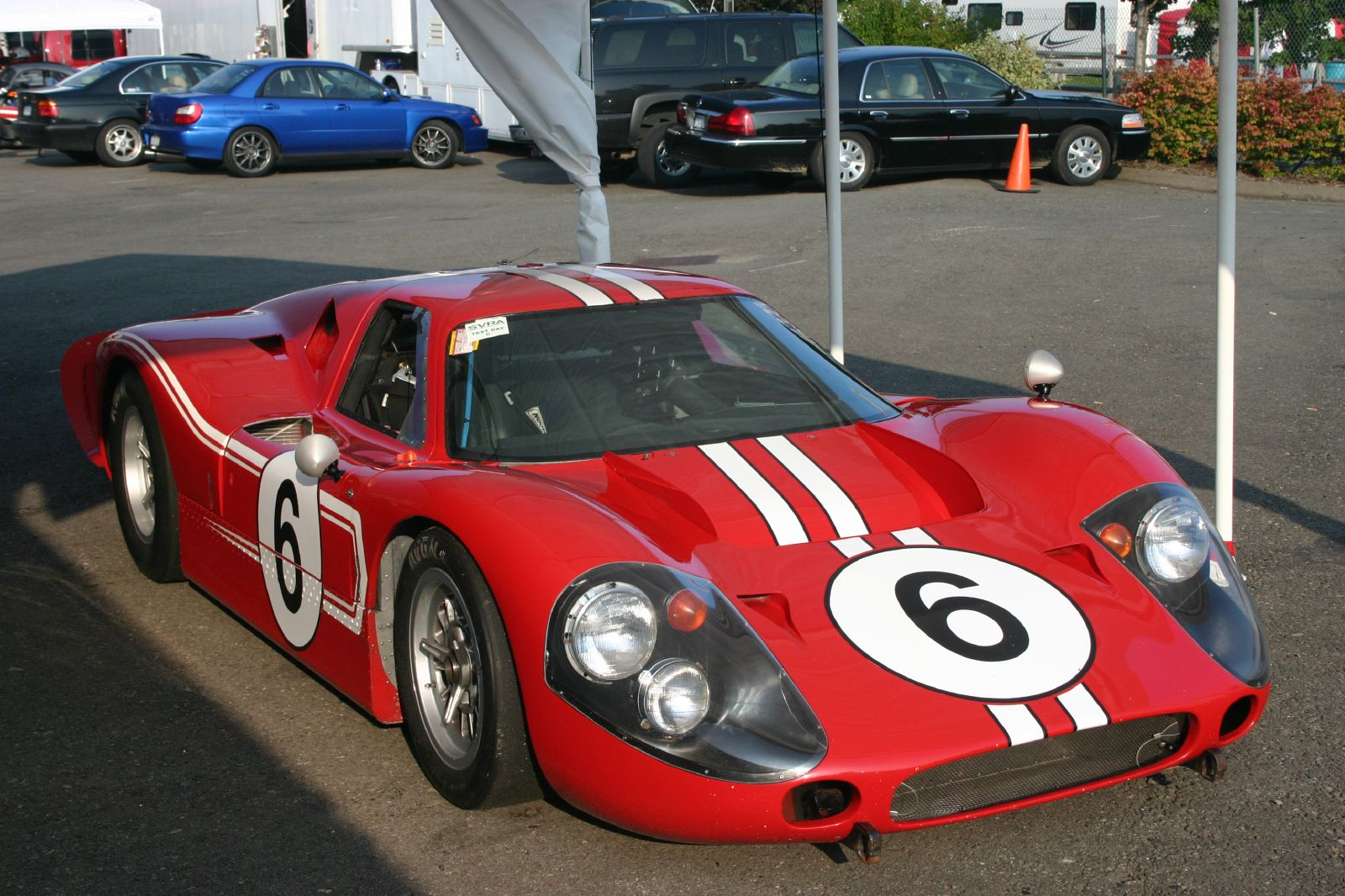
Ford GT40 Mk IV del 1967

Nel 1968 un cambiamento nel regolamento limitò la cilindrata delle vetture Sport a 5,0 litri richiedendo la costruzione di almeno 50 esemplari: ritornarono in auge le vecchie Mk I con cilindrata aumentata fino a 4942 cm³ e potenza di circa 415 CV. Nel 1968 partecipò, e vinse, alla 24 Ore di Le Mans una Mk I da 4,9 litri di cilindrata portata in pista dalla scuderia J.W. Automotive Engineering Ltd., che gareggiò contro le auto della categoria prototipi, il cui motore era limitato per regolamento a 3,0 litri di cilindrata, ma che potevano contare su un peso ben più contenuto.
L'anno seguente si rinnovò la sfida tra le GT40 e i prototipi, i motori di cubatura minore impiegati da questi ultimi, non riuscirono a contrastare il poderoso motore V8 Ford, la GT40 condotta da Ickx e Jackie Oliver vinse la corsa in volata per pochi secondi sulla Porsche 908, mentre le velocissime ma ancora acerbe Sport Porsche 917 furono carenti di affidabilità.
Nell'edizione successiva, dominata dalla Porsche 917, la vettura si dimostrò ormai obsoleta.
La GT40, versione MK II partecipò anche alla 24 Ore di Daytona del 1967 con il marchio Mercury, un'altra casa controllata dalla Ford, e dotata del motore da 7 L. Per il resto non differiva, se non nell'estetica, dalle altre GT40 della stessa versione.

## Versioni

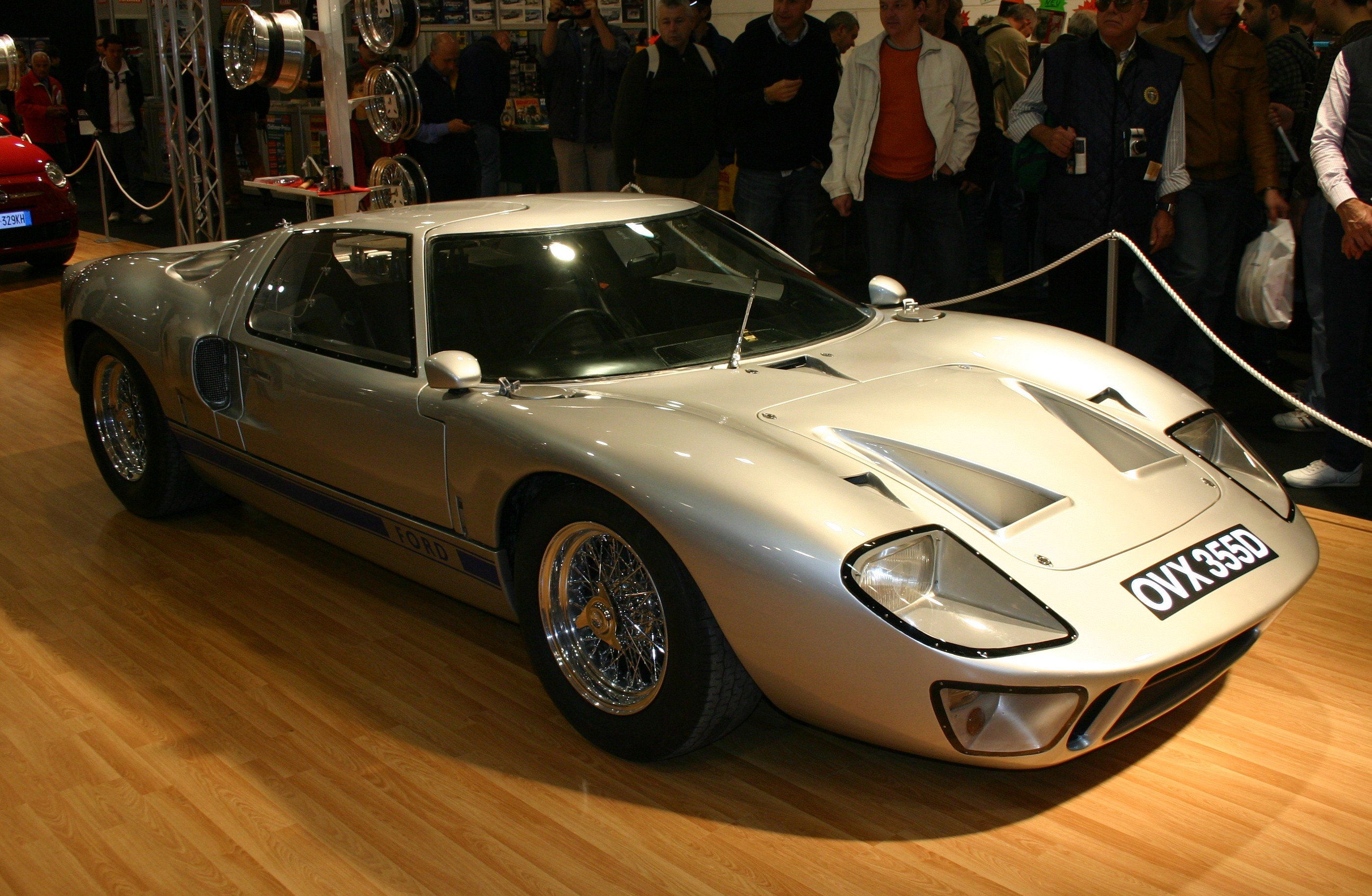
Una Ford GT40 stradale

- GT40 Mk. I: la versione originale della vettura. I primi prototipi erano dotati del motore da 4,2 L mentre quelli successivi del motore da 4,7 L della Shelby Cobra.
- GT40 Mk. II: motore di 7 L, trasmissione e freni nuovi.
- GT40 Mk. IIA: alleggerita e con modifiche aerodinamiche.
- GT40 Mk. IIB: ulteriori affinamenti.
- GT40 Mk. III: Vettura stradale. Ne furono realizzate in tutto sette. L'auto era dotata di quattro fari e la parte posteriore della carrozzeria era stata riprogettata e ingrandita per creare un bagagliaio. Aveva un motore da 7 L depotenziato a 355 hp (268 kW). Anche le sospensioni erano state rese più morbide e la leva del cambio era stata spostata verso il centro della vettura. Il volante era sul lato sinistro dell'abitacolo. La Mk. III più famosa fu la GT40 M3 1105, con guida a sinistra, consegnata nel 1968 a Herbert von Karajan. Esteticamente però la Mk. III era la vettura meno riuscita della serie per cui molti acquirenti preferirono acquistare una Mk. I.
- GT40 Mk. IV: manteneva il motore da 7 L, le sospensioni e i freni della Mk.II ma differiva in tutto il resto. Il telaio era a nido d'ape in fogli di alluminio, denominato telaio J (originale inglese: J-car). Anche la carrozzeria era stata ridisegnata.

## Numeri di telaio

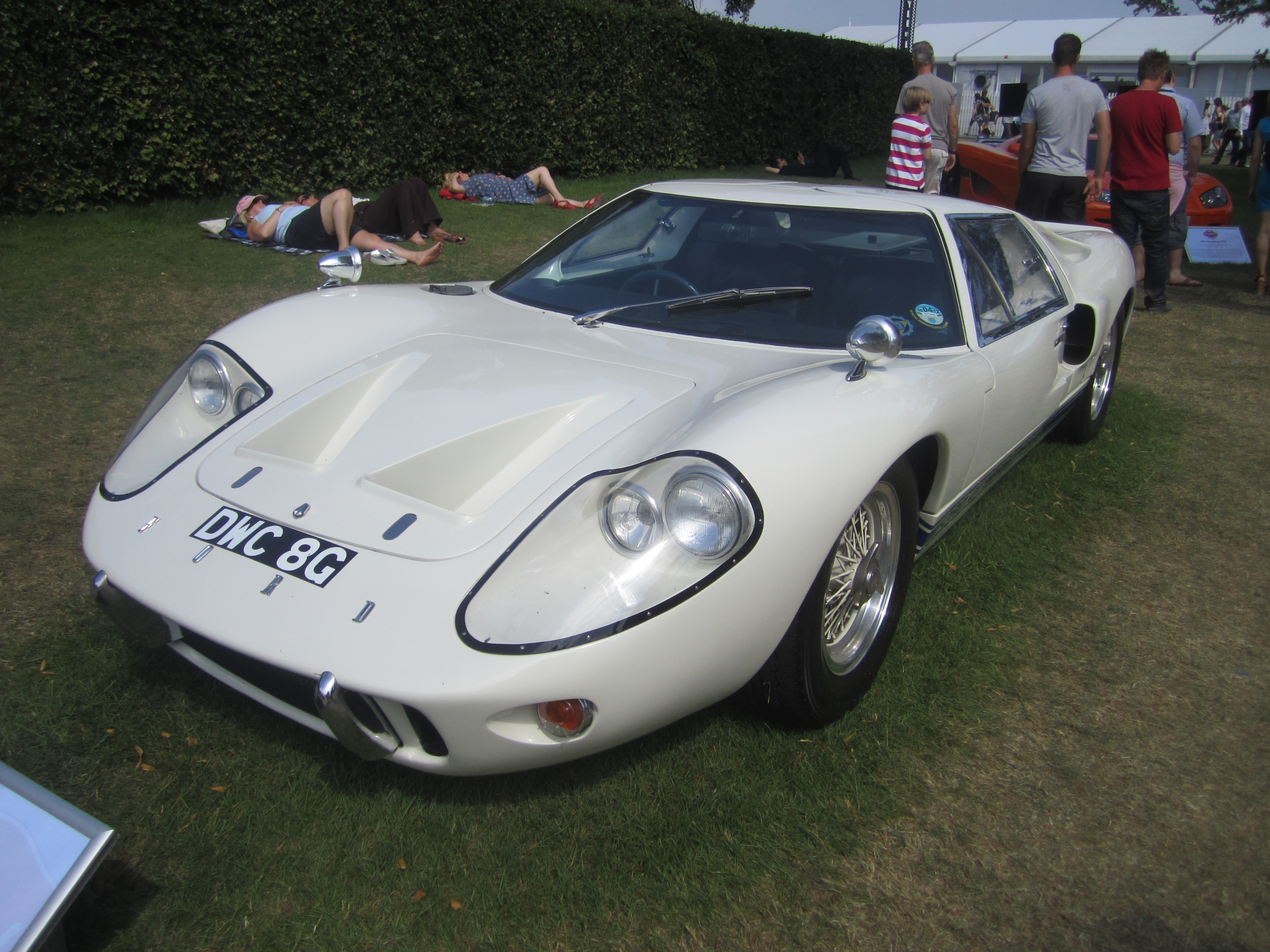
Ford GT40 MkIII del 1967

I telai dei prototipi erano denominati GT e avevano un numero a tre cifre. La numerazione andava da GT 101 a GT 112. I modelli di produzione avevano la sigla GT40 P, dove la P stava proprio per produzione, ed erano seguiti da un numero di quattro cifre. I numeri di telaio andavano da GT40 P 1000 a GT40 P 1086 e da GT40 P 1108 a GT40 P 1114. I telai vennero realizzati dalla Abbey Panels tranne due telai "leggeri" MK I, con pannelli in elektron, che furono prodotti dalla Alan Mann Racing. Questi ultimi furono denominati AM GT 1 e AM GT 2.
Molti telai MK II erano in realtà dei telai MK I. In questo caso venivano aggiunti dei rinforzi e usavano numeri di telaio casuali sia per i prototipi che per la produzione. A causa del sovraccarico di lavoro dei partner della Ford furono anche realizzati tre telai dalla Alan Mann Racing, da XGT 1 a XGT 3, che furono utilizzati nella 24 del 1966. A differenza dei precedenti telai leggeri questi tre non mostravano particolari differenze con quelli realizzati dalla Abbey Panel.
Per le GT40 Mk IV vennero usati 10 telai i cui numeri andavano da J1 a J12. Non furono realizzati telai sostitutivi.
Dal 1964 al 1969 vennero prodotti 123 esemplari della Ford GT40 e 6 della Ford GT40 FT.

## La Ford GT40 FT
Dopo i successi della GT 40 un gruppo di ingegneri italiani della Campagnoli Progetti, su mandato della scuderia privata belga AR, ristudiò il telaio della GT 40, migliorandone prestazioni e sicurezza. Ne nacque un prototipo che prese il nome GT40 FT (GT40 Ford-Tecno).
La italiana TECNO di Bologna, campione europeo in quegli anni in Formula 3 e Formula 2, non partecipò direttamente al progetto di studio e sviluppo e non ritenne mai "propria" la creazione di questa vettura. È però vero che la scuderia bolognese fornì alcune importanti e strategiche parti telaistiche (culla motore a sbalzo) tra il 1967 e il 1971, i motori TECNO (l'originale boxer 12 cilindri 3 litri) e concesse la registrazione degli chassis,  che caratterizzarono le uniche tre GT40 FT, classe prototipi, nate in Italia per mano del gruppo dell'ingegner L. E. Campagnoli, emiliano di Concordia sulla Secchia. La GT40 FT era in due versioni: una alimentata dal motore Ford 302 V8 390 HP e la versione del 1971 col motore 12 cilindri boxer Tecno di 2996 cc 430 HP (lo stesso propulsore che esordirà quell'anno in Formula 1).
A parte il corpo carrozzeria in fibra di vetro, che era in tutto e per tutto la GT 40 (ad esclusione della livrea e alcune prese d'aria del cofano motore), le "GT 40 FT" avevano una telaistica assolutamente originale. Le innovative caratteristiche tecniche volute dai progettisti italiani prevedevano un telaio ultraleggero scatolato con barre a sezione rettangolare in acciaio e alluminio eliminando totalmente le parti autoportanti, un modernissimo "guscio" salvavita a 8 punti e 3 ponti che proteggeva il pilota, anticipava le attuali cellule di sicurezza. La GT40 "emiliana" era brutale nello scaricare la potenza e rigida, come tutte le TECNO, ma non piacque alla clientela americana che, nonostante 24 mesi di campagna open-test a SPA in Belgio per far conoscere l'auto, preferì sempre le versioni più "soft" anglo-americane. L'ottimo propulsore TECNO spaventava per la sua sospettata fragilità e l'appeal della Formula 1 oltre oceano non arrivava, inoltre mancava una rete di assistenza. Di fatto la GT40 FT non conquistò il pubblico corsaiolo nordamericano che ambiva ad un'auto gran turismo da uso anche stradale.
Lo studio italiano portò le GT40 FT a pesare 910 kg contro i 1000 kg della GT40 vittoriosa nel 1966. Un recupero sui pesi di 90 kg con una struttura di sicurezza potenziata e migliorata. Essendo la Tecno una delle note Case italiane di monoposto dell'epoca, la GT40 FT del 1971 aveva volante centrale con relativo spostamento al centro scocca del sedile del pilota. I serbatoi, in alluminio, erano già con schiuma anti shock-deflagrazione del carburante. Il prototipo del 1971, telaio GT40 FT012, nato col motore Tecno 12 cilindri boxer da 2996 cc. fu varato con il nome di "GT40 Formula Tecno".
La formula "emiliana" della GT40 piacque alla scuderia Ford ufficiale Argentina che comprò nel 1970 due macchine e predispose 6 motori 302 5,0 l. V8 per correre le gare di endurance del campionato continentale del 1971.

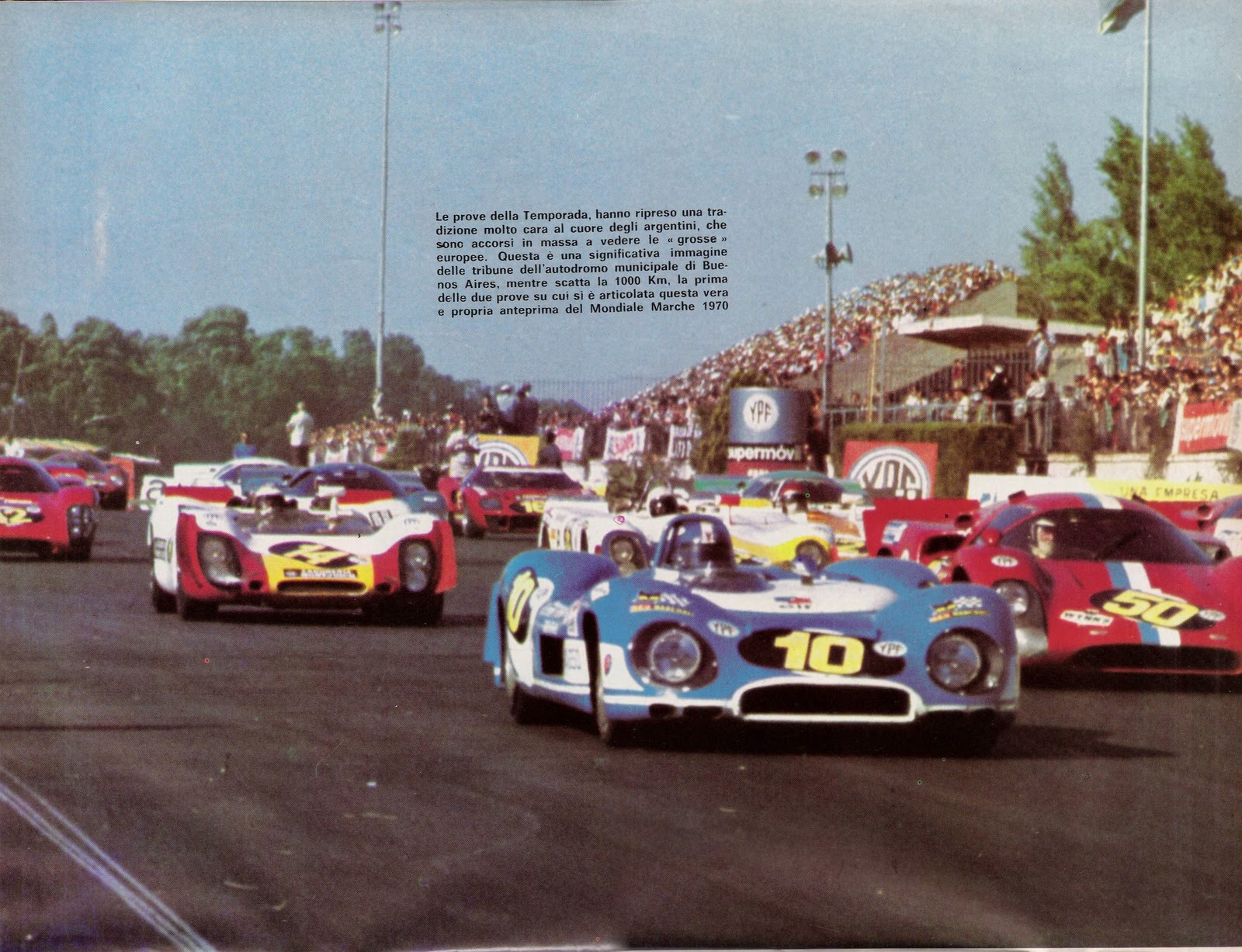
Debutto della GT40 FT a Buenos Aires. Partenza della 1000 chilometri "temporada" del 1970, vero debutto della GT40 FT, tra Matra e Porsche si vede la GT40 FT col numero 16 livrea rossa partire dalla ottava fila

I palmarès ufficiali che riportano le GT40 FT sono relativi a competizioni endurance in sudamerica. I telai FT015 e FT016 corsero per la scuderia Ford nelle classiche Carretere. Nel 1971 la GT40 FT telaio n. FT015, spinta da motore Ford 302 V8, vinse in classe 2 le classiche 12 ore di Buenos Aires, Bragato e Zapala, con il pilota italo-argentino Hector Luis Gradassi, che chiuse l'annata vincendo il campionato continentale di categoria 2 FIA Gran Turismo "Carretera".
Una curiosità, al debutto in pista del 1970 (vedasi foto) la GT40 FT  (iscritta dalla Escuderia Montjuic di Barcellona) sembra avere la livrea nazionale italiana, il rosso. In realtà è nata rossa e ha corso sempre con la livrea rossa prima: per Alan Mann (1966), poi per Paul Hawkins (1967-1968) e infine per il team catalano (1969-1970). 
La Gt40 FT, telaio FT013, affronta la prima gara di rango europea nel 1970 alla 1000 chilometri del Nueburgring, condotta da Werner e Kranefuss. Nella classica tedesca fu iscritta come Ford-May, la scuderia tedesca May volle modificare sospensioni e freni rispetto alla originale GT40 FT. l'equipaggio tedesco, che corse col numero 16, partì dalla 16ª fila con il 32º tempo.
I telai avevano i seguenti numeri GT40 FT012 fino a FT016. La sigla "T" era il prefisso tipico delle macchine da corsa Tecno in categoria "Formula" e il progressivo 12-16 indicava il modello. Nessuno dei due esemplari FT012 e 014, fatti per la scuderia privata belga AR, compare negli "storici" di gare ufficiali dell'epoca. Il prototipo FT013PP (Prototipo-Prova) andò distrutto durante i collaudi a Modena nel 1967. I telai FT015 e 16 corsero e vinsero il campionato continentale sudamericano di categoria (gruppo 2) nel 1971.

## C100

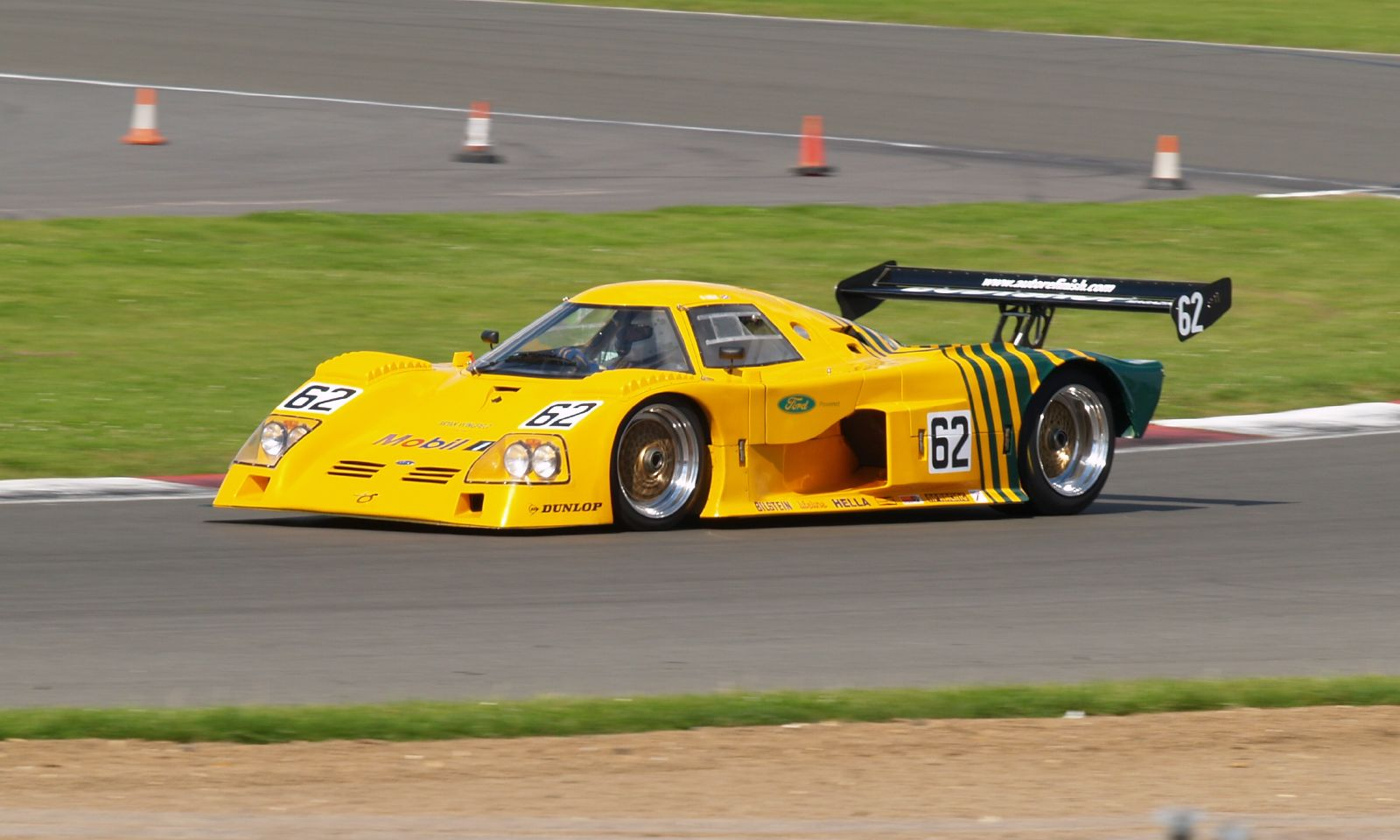
Ford C100

Agli inizi degli anni ottanta le nuove regole del Gruppo C richiesero una altezza delle vetture di 100 cm. La Ford realizzò allora la C100 che doveva succedere alla GT40. Il motore utilizzato fu il famoso Ford Cosworth DFV V8 impiegato nelle gare di Formula 1. Per adattarlo alla tipologia di gare venne trasformato in un motore a corsa lunga che venne denominato DFL la cui cilindrata era di 3,9 litri. Le vibrazioni prodotte da questa tipologia di motori si dimostrarono inconciliabili con questo tipo di gare. Per cui la C100 dopo aver partecipato alla 24 Ore di Le Mans 1982, vinta dalla Porsche 956, fu abbandonata.

## Ford GT
Al Detroit Motor Show del 1995 venne presentata dalla Ford una concept car denominata GT90. Un'altra concept-car sempre con la denominazione GT è stata presentata nel 2002. Queste vetture sono più pesanti e alte della originale GT40. Per festeggiare i cento anni della Ford nel 2003 venne commercializzata la GT43. Rinverdendo i fasti della progenitrice, la Ford GT ha vinto nel 2008, con il team Matech, il campionato europeo GT3, aggiudicandosi 6 gare su 11.